# رمسيس (إيتاي البارود)
قرية رمسيس هي إحدى القرى التابعة لمركز إيتاي البارود في محافظة البحيرة في جمهورية مصر العربية. حسب إحصاءات سنة 2006، بلغ إجمالي السكان في رمسيس 4793 نسمة، منهم 2478 رجل و2315 امرأة.

## التاريخ
قرية رمسيس من القرى القديمة، واسمها الأصلي وقت الفتح الإسلامي لمصر رمسيس (بالإنجليزية: Ramsis)‏، وقد وردت باسم رمسيس في أعمال حوف رمسيس ضمن قرى الروك الصلاحي التي أحصاها ابن مماتي في كتاب قوانين الدواوين، كما وردت باسم رمسيس في أعمال البحيرة ضمن قرى الروك الناصري التي أحصاها ابن الجيعان في كتاب «التحفة السنية بأسماء البلاد المصرية». وفي العصر العثماني كان اسمها في تربيع سنة 933هـ/1527م الذي أجراه الوالي العثماني سليمان باشا الخادم في عصر السلطان العثماني سليمان القانوني رمسيس ضمن قرى ولاية البحيرة، وفي تاريخ 1228هـ/1813م الذي عدّ قرى مصر بعد المسح الذي قام به محمد علي باشا باسم رمسيس ضمن قرى مديرية البحيرة.